# 1089
| Calendário gregoriano                                                        | 1089 MLXXXIX                                         |
| Ab urbe condita                                                              | 1842                                                 |
| Calendário arménio                                                           | 538 – 539                                            |
| Calendário bahá'í                                                            | -755 – -754                                          |
| Calendário budista                                                           | 1633                                                 |
| Calendário chinês                                                            | 3785 – 3786 Início a 14 de janeiro (aproximadamente) |
| Calendário copta                                                             | 805 – 806                                            |
| Calendário etíope                                                            | 1081 – 1082                                          |
| Calendários hindus - Vikram Samvat - Calendário nacional indiano - Cáli Iuga | 1144 – 1145 1010 – 1011 4189 – 4190                  |
| Calendário Holoceno                                                          | 11089                                                |
| Calendário islâmico                                                          | 482 – 483                                            |
| Calendário judaico                                                           | 4849 – 4850                                          |
| Calendário persa                                                             | 467 – 468                                            |
| Calendário rúnico                                                            | 1339                                                 |
| Calendário solar tailandês                                                   | 1632                                                 |

1089 (MLXXXIX, na numeração romana) foi um ano comum do século XI do Calendário Juliano, da Era de Cristo, e a sua letra dominical foi G (52 semanas), teve início numa segunda-feira e terminou também numa segunda-feira.
No território que viria a ser o reino de Portugal estava em vigor a Era de César que já contava 1127 anos.
| Ano completo                         |
| ------------------------------------ |
| Ano comum com início à segunda-feira |

## Eventos
- Sagração da nova Sé de Braga pelo arcebispo Bernardo de Toledo, primaz de toda a Península Ibérica.
- Fundada a Universidade de Salerno (Itália).